# Chrystianofobia

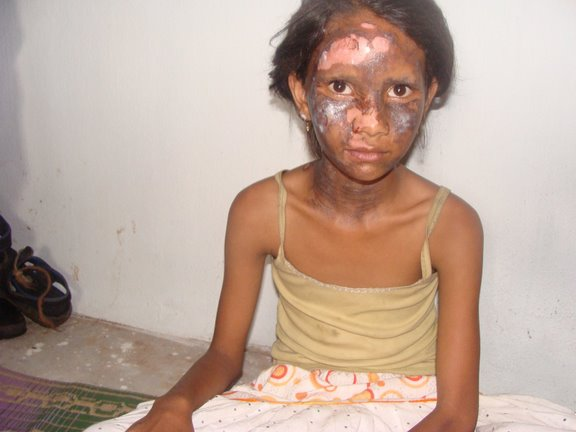
Chrześcijańska dziewczynka okaleczona w stanie Orisa (Indie) w 2008 roku

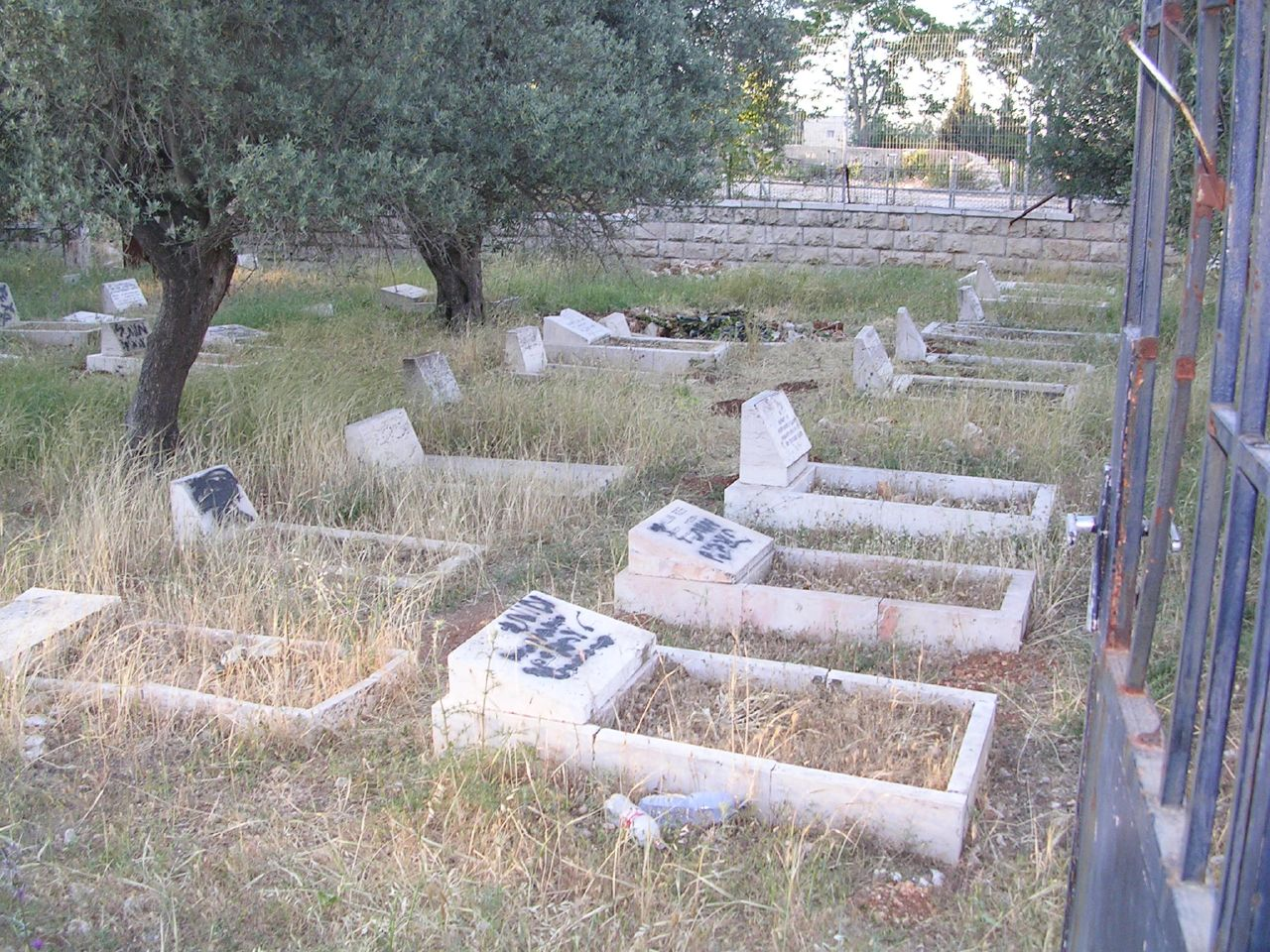
Zdewastowany cmentarz chrześcijański w Betlejem – terytorium Autonomii Palestyńskiej

Chrystianofobia – lęk lub nienawiść odczuwane wobec chrześcijan.
Niechęć do chrześcijaństwa może wynikać z pobudek religijnych bądź ideologicznych. Chrystianofobia może być motywacją do popełniania przestępstw. Aż 3/4 osób prześladowanych fizycznie ze względów religijnych stanowią chrześcijanie.
Przykładami chrystianofobii są prześladowania i akty agresji wobec chrześcijan w krajach muzułmańskich jak np. Irak, Egipt (Koptowie), Erytrea (Prawa człowieka w Erytrei) i inne, a także w Indiach czy na terenach osadnictwa izraelskiego.
Za przejawy chrystianofobii uznaje się także akty nietolerancji, wandalizmu i marginalizacji społecznej obecne w wysokorozwiniętych i zeświecczonych krajach Europy i Ameryki Północnej, czego przykładem może być palenie historycznych świątyń w Skandynawii w latach 90. XX w. Niektóre subkultury blackmetalowe otwarcie przyznają się do niechęci względem chrześcijan, np. zachęcając do powrotu do dawnych wierzeń pogańskich, czego przykładem jest subkultura NSBM (National Socialist Black Metal) dużo czerpiąca także z neonazizmu.
Według prawnika Josepha Weilera, członka komisji przygotowującej Traktat z Maastricht i autora książki Chrześcijańska Europa. Konstytucyjny imperializm czy wielokulturowość? chrystianofobia w Europie jest efektem dominacji pokolenia '68 i jego buntu przeciw kulturze zachodniej.
Rzymskokatolicka teolog Gudrun Kugler z akcji „Europa dla Chrystusa” rozszerza ten termin na irracjonalny lęk lub nienawiść wobec chrześcijan, a także chrześcijaństwa w ogóle. Znaczenie tego słowa ma obejmować również antychrześcijańskie uprzedzenia, które mają się manifestować stopniową marginalizacją osób z chrześcijańskimi przekonaniami.
Analitycy źródeł współczesnej niechęci doszukują się również w dziełach XVIII-wiecznych filozofów oświecenia.
Słowo chrystianofobia zostało wprowadzone do brytyjskiego parlamentu przez posła z ramienia Partii Konserwatywnej Marka Pritcharda, wywołując kontrowersje oraz natychmiastowy sprzeciw National Secular Society, które zwróciło uwagę m.in. na to, że głowa państwa jest chrześcijanką, ale też i głową kościoła, premier, większość posłów i lordów są chrześcijanami (włącznie z 26 biskupami), a chrześcijańskie szkoły religijne stanowią jedną trzecią systemu edukacji (korzystając przy tym z pieniędzy podatników).
W październiku 2014 r zostało przeprowadzone przez Instytut Statystyki Kościoła Katolickiego SAC badanie we wszystkich parafiach katolickich, które odnosiło się do przejawów chrystianofobii w Polsce w latach 2012-2014. Okazało się, że w tym okresie w 12% parafii zdaniem księży zdarzały się sytuacje, w których byli oni nierówno traktowani. Zdarzały się liczne przypadki nierównego traktowania świeckich, które polegały głównie na agresji słownej o podłożu religijnym (54% przypadków) oraz na dyskryminacji w miejscu pracy, szkole, uczelni lub urzędzie ze względu na wyznawaną wiarę (32,7% przypadków). W 8% parafii dochodziło do profanacji miejsc świętych, które polegały głównie na zniszczeniu pomnika, figurki lub kapliczki (25,8% przypadków).